# Samsung Galaxy M11
Il Samsung Galaxy M11 è uno smartphone dual SIM di fascia bassa prodotto da Samsung in India, facente parte della serie Samsung Galaxy M.

## Caratteristiche tecniche

### Hardware
Il Galaxy M11 è uno smartphone con form factor di tipo slate, le cui dimensioni sono di 161,4 × 76,3 × 9 millimetri e pesa 197 grammi.
Il dispositivo è dotato di connettività GSM, HSPA, LTE, di Wi-Fi 802.11 b/g/n con supporto a Wi-Fi Direct ed hotspot, di Bluetooth 4.2 con A2DP ed LE, di GPS con A-GPS, GALILEO, BDS e GLONASS e di radio FM. Ha una porta microUSB 2.0 di tipo C 1.0 ed un ingresso per jack audio da 3.5 mm.
Il Galaxy M11 è dotato di schermo touchscreen capacitivo da 6,4 pollici di diagonale, di tipo PLS TFT con aspect ratio 19,5:9, angoli arrotondati e risoluzione HD+ 720 × 1560 pixel (densità di 268 pixel per pollice). Il frame laterale ed il retro sono in plastica.
La batteria agli ioni di litio da 5000 mAh non è removibile dall'utente. Supporta la ricarica rapida a 15 W.
Il chipset è un Snapdragon 450. La memoria interna di tipo eMMC 5.1 è di 32 o 64 GB, mentre la RAM è di 3 o 4 GB (in base al taglio scelto).
La fotocamera posteriore ha tre sensori, uno da 13 megapixel, uno grandangolare da 5 megapixel e uno di profondità da 2 megapixel, è dotata di autofocus, modalità HDR e flash LED, in grado di registrare al massimo video full HD a 30 fotogrammi al secondo, mentre la fotocamera anteriore (inserita in un foro in alto a sinistra nello schermo) è da 8 megapixel, con HDR e registrazione video full HD a 30 fps.

### Software
Il sistema operativo è Android 10. Ha l'interfaccia utente One UI Core 2.0.
A fine primavera 2021 riceve l’aggiornamento ad Android 11 con One UI Core 3.1.

## Commercializzazione
Il dispositivo è stato immesso sul mercato a maggio 2020.